# Rotterdams Openbaar Vervoer Museum
Het Rotterdams Openbaar Vervoer Museum (ROVM), is een vervoermuseum in de Nederlandse stad Rotterdam. Het museum bevindt zich in de voormalige remise Hillegersberg van de Rotterdamse Electrische Tram (RET) aan de Kootsekade en geeft een representatief beeld van het openbaar vervoer in Rotterdam. De collectie bestaat uit historische voertuigen zoals trams, bussen en metro's. Maar er zijn ook diverse gerelateerde objecten zoals uniformen, affiches en vervoerbewijzen. Het museum is maandelijks geopend voor bezoekers. Buiten de openingstijden fungeert het museum ook als werkplaats waar de historische trams en metro's worden gerestaureerd en onderhouden. Opslag en onderhoud van de historische bussen is in de Garage Sluisjesdijk.

## Geschiedenis
Vanaf 1968 stonden er Rotterdamse museumtrams in de tramremise uit 1904 aan de Nieuwe Binnenweg te Delfshaven. Nadat de RET in de jaren tachtig de remise Delfshaven sloot werd een groot deel van het gebouw door de gemeente Rotterdam gesloopt. Een klein deel bleef echter bewaard en in 1986 opende de Tramweg-Stichting hier een eigen Rotterdams trammuseum. In 1993 stelde de RET een beleidsplan op over hoe om te gaan met historisch materieel. Er waren nu verschillende musea en stichtingen in de stad die het historisch materieel beheerden, waaronder het Openbaar Vervoer Museum in metrostation Oostplein, het Trammuseum in Delfshaven en de Stichting Veteraan Autobussen (SVA), die zich met de bussen bezig hield. Voor een betere samenwerking werd in 1997 de stichting RoMeO ('Rotterdams Openbaar Vervoer museum en Exploitatie van Oldtimers') opgericht. RoMeO werd daarmee de beheerder en exploitant van het historisch materieel van de RET. In het begin van de 21e eeuw besloot de RET om alle musea te centraliseren. Dit leidde ertoe dat in april 2011 het Trammuseum in de Remise Hillegersberg werd geopend. In 2010 werden het bestaande Trammuseum en het Openbaar Vervoer Museum al gesloten.
In 2007 werd in het museum al begonnen met het opknappen van een metrorijtuig type M (5024). Het was het eerste metrorijtuig in de museumcollectie. Er is elf jaar gewerkt aan de restauratie. In 2014 reed de RET de laatste rit met het een tram van het type ZGT (Zwevend Geleed Tramrijtuig). Zes trams van dit type werden opgenomen in de collectie van het museum.

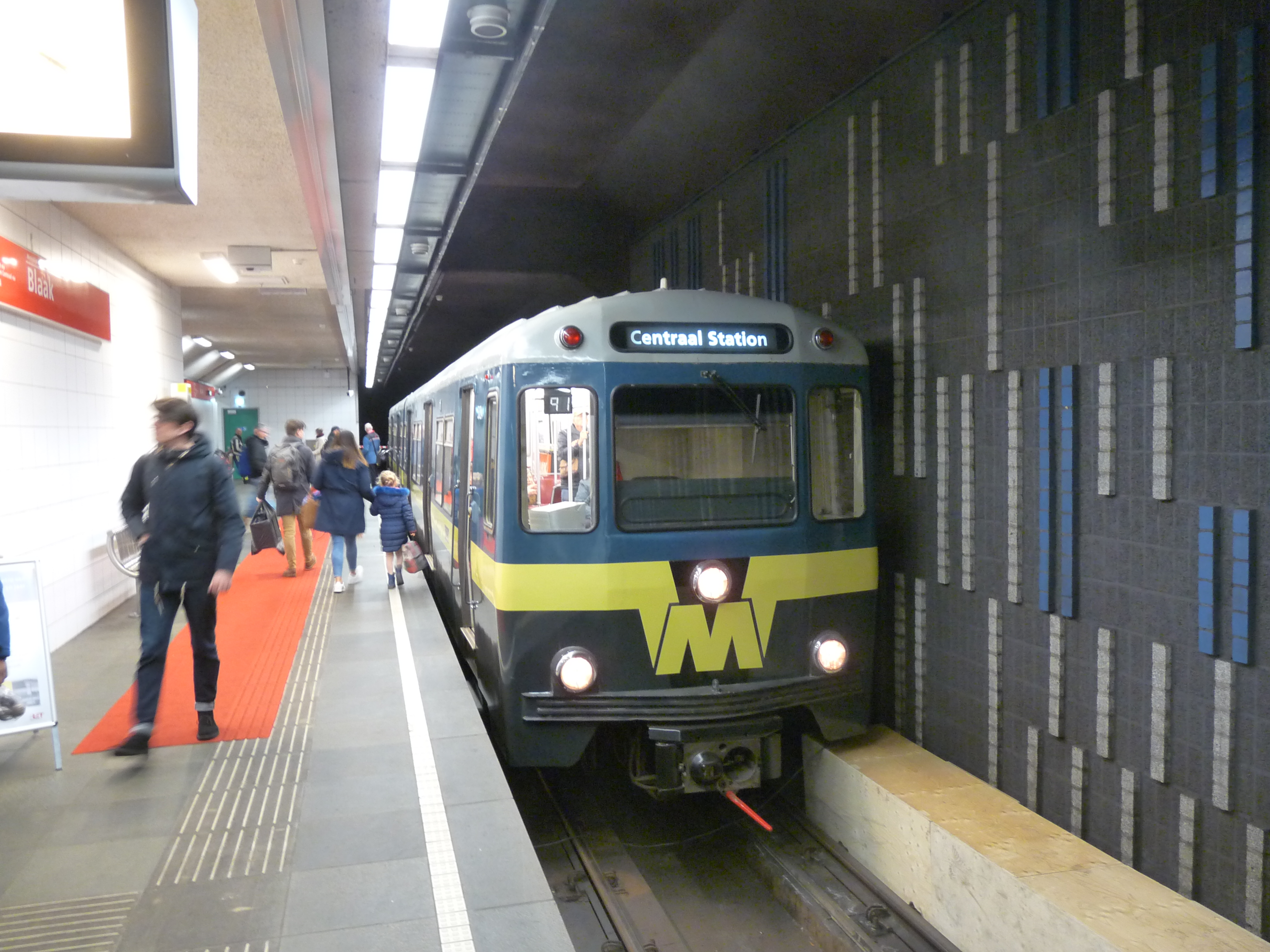
Metrotype M (5024) uit de museumcollectie op station Blaak ter gelegenheid van 50 jaar metro in 2018.

Op 4 augustus 2017 werd in het museum het 70-jarig bestaan gevierd van de Saurer, de oudste bus in collectie. Een jaar later, in 2018, vierde Rotterdam het 50-jarig bestaan van de Rotterdamse metro. Hiervoor werd het treinstel metrotype M (5024) uit de collectie van het museum naar metrostation Blaak overgebracht. Het treinstel werd ingericht en gebruikt voor een tijdelijke tentoonstelling over het jubileum van de metro. Aan het eind van datzelfde jaar werd bekend dat er een metrorijtuig van metrotype T (5217) overgedragen werd aan het trammuseum. In de daarop volgende jaren werd het metrorijtuig geschilderd in de oorspronkelijke kleuren uit 1982 en in juni 2022 overgebracht naar de Remise Hillegersberg en was vanaf 2 juli voor het publiek te bewonderen.
Sinds januari 2023 draagt de organisatie de naam 'Rotterdams Openbaar Vervoer Museum'. De naamswijziging is omdat het museum niet alleen trams maar nu ook metro's en bussen in de collectie heeft. In dezelfde periode werd een tram van de fabrikant Schindler (242) voor een schilderbeurt tijdelijk overgebracht naar het dorp Winkel (Noord-Holland)). In mei 2023 keerde de tram terug naar het museum. Datzelfde jaar presenteerde de Metropoolregio Rotterdam Den Haag zijn toekomstvisie voor het Rotterdamse tramnet. Diverse tramlijnen, en mogelijk ook de tramsporen, zullen verdwijnen. Het Rotterdams Openbaar Vervoer Museum uitte hierover haar zorgen, omdat dit van invloed kon zijn op de activiteiten. Op 5 augustus vierde het museum het 100-jarig bestaan van de remise aan de Kootsekade. Op 6 januari 2025 werden de nieuwe tramlijnnummers gelanceerd. Een aantal reguliere diensten werd gereden door historische trams om dit te vieren.

## Activiteiten
Het Rotterdams Openbaar Vervoer Museum werkt met meer dan 150 vrijwilligers die het museum draaiende houden.

### Onderhoud en beheer

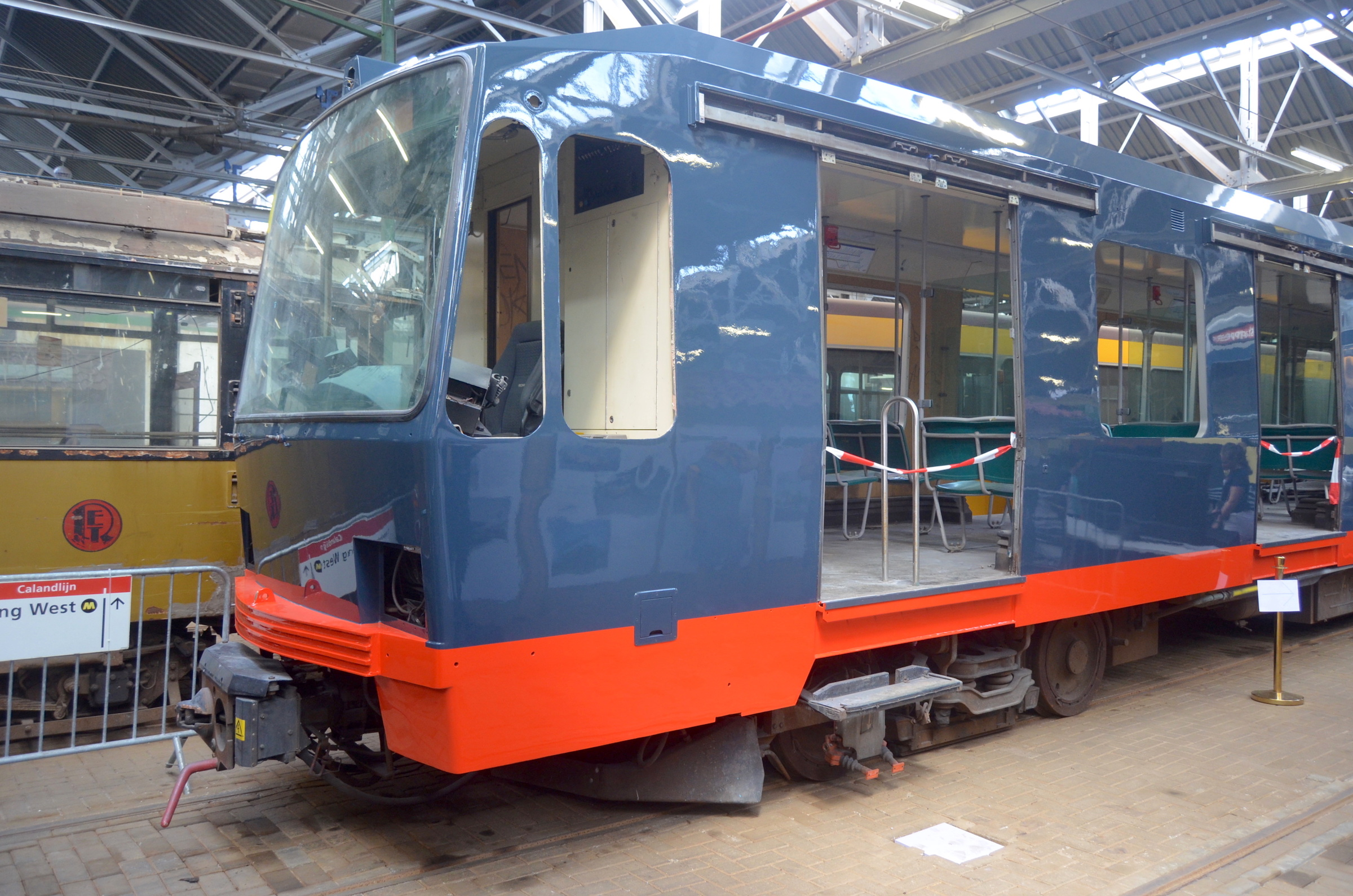
Een metrorijtuig (5217) in onderhoud.

Een van de hoofdtaken van het museum is het beheren en onderhouden van het historisch materieel van de RET. Dit betreft met name restauratie en het rijdend houden. In de remise Hillegersberg aan de Kootsekade wordt gewerkt aan de trams en metro's. In de garage Sluisjesdijk vindt het beheer en onderhoud plaats aan de historische bussen. De kosten voor het beheer en onderhoud worden gefinancierd vanuit gemeentelijke subsidies, donaties, verhuurde ritten en inkomsten van bezoekers.

### Lijn 10

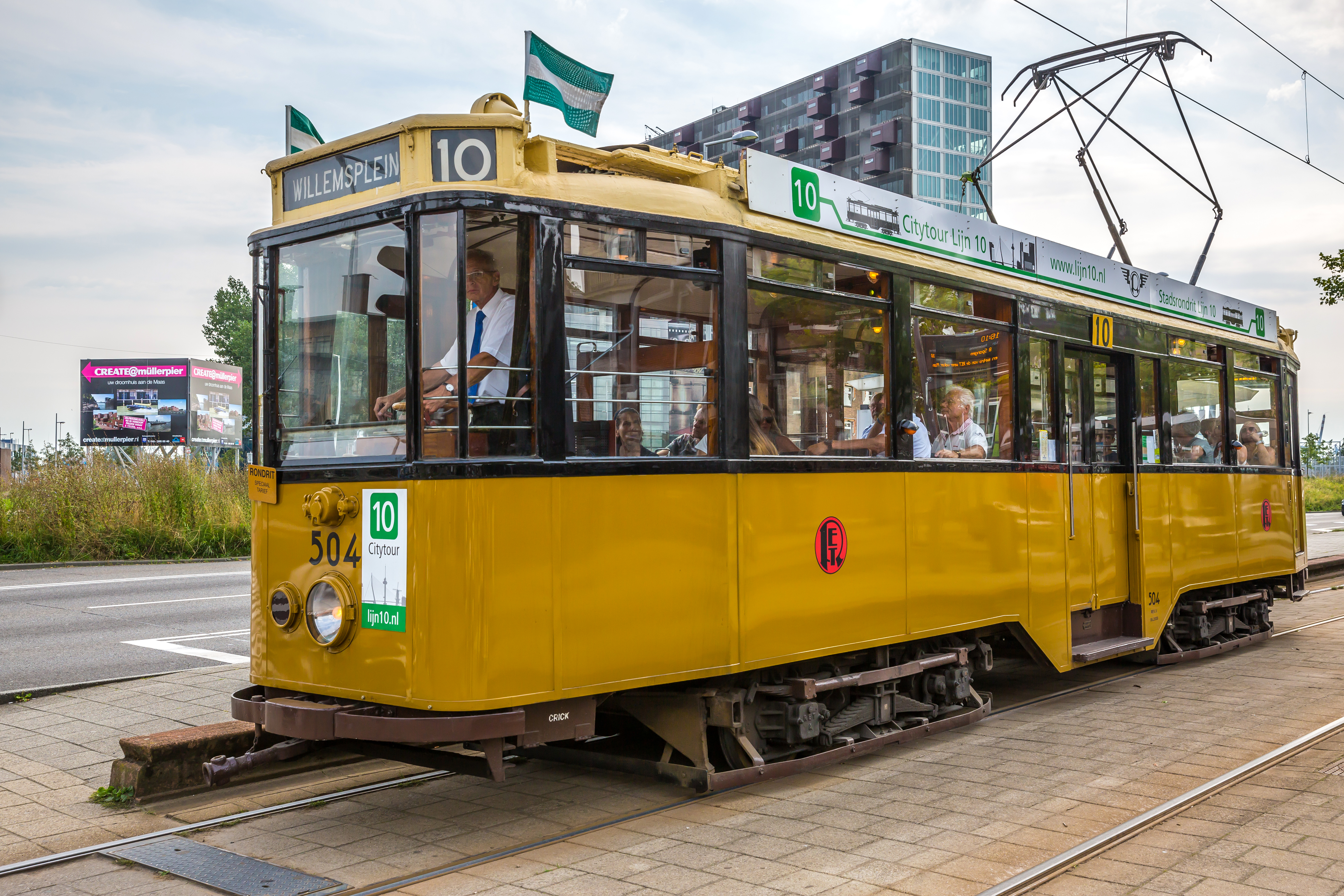
Een vierasser tram doet dienst op Citytour Lijn 10.

In de lente en zomer en deel van de herfst rijden in de weekenden, en soms op donderdag en vrijdag, de historische trams door Rotterdam onder de naam Citytour Lijn 10. De trams rijden een vaste route door onder meer het stadscentrum en Delfshaven met als vast begin- en eindpunt het Willemsplein. Bezoekers kunnen tegen betaling meerijden en krijgen onderweg informatie over de verschillende bezienswaardigheden onderweg. Lijn 10 werkt volgens het 'Hop-On Hop-Off'-principe dat in veel steden te vinden is. Lijn 10 maakt echter gebruik van historische trams in plaats van moderne bussen.

### Verhuur
Buiten de museumdagen kunnen bedrijven, organisaties, particulieren etc. historische trams en bussen huren voor een rondrit. Ook kan (een deel) van het museum afgehuurd worden voor een evenement. De opbrengsten worden gebruikt voor het beheer en onderhoud van de collectie.

### Samenwerking RET
Het Rotterdams Openbaar Vervoer Museum werkt waar nodig samen met de RET. Zo worden er historische trams ingezet om bijvoorbeeld moderne trams weg te slepen na bijvoorbeeld een ontsporing of verkeersongeval. In 2024 werd het historisch materiaal gebruikt voor metingen aan de bovenleiding. Ook worden de trams van het museum gebruikt voor het sneeuwvrij maken van de trambaan en het strooien van zout. Ook bij evenementen gerelateerd aan de RET zoals (her)openingen worden de historische trams soms ingezet.

## Collectie

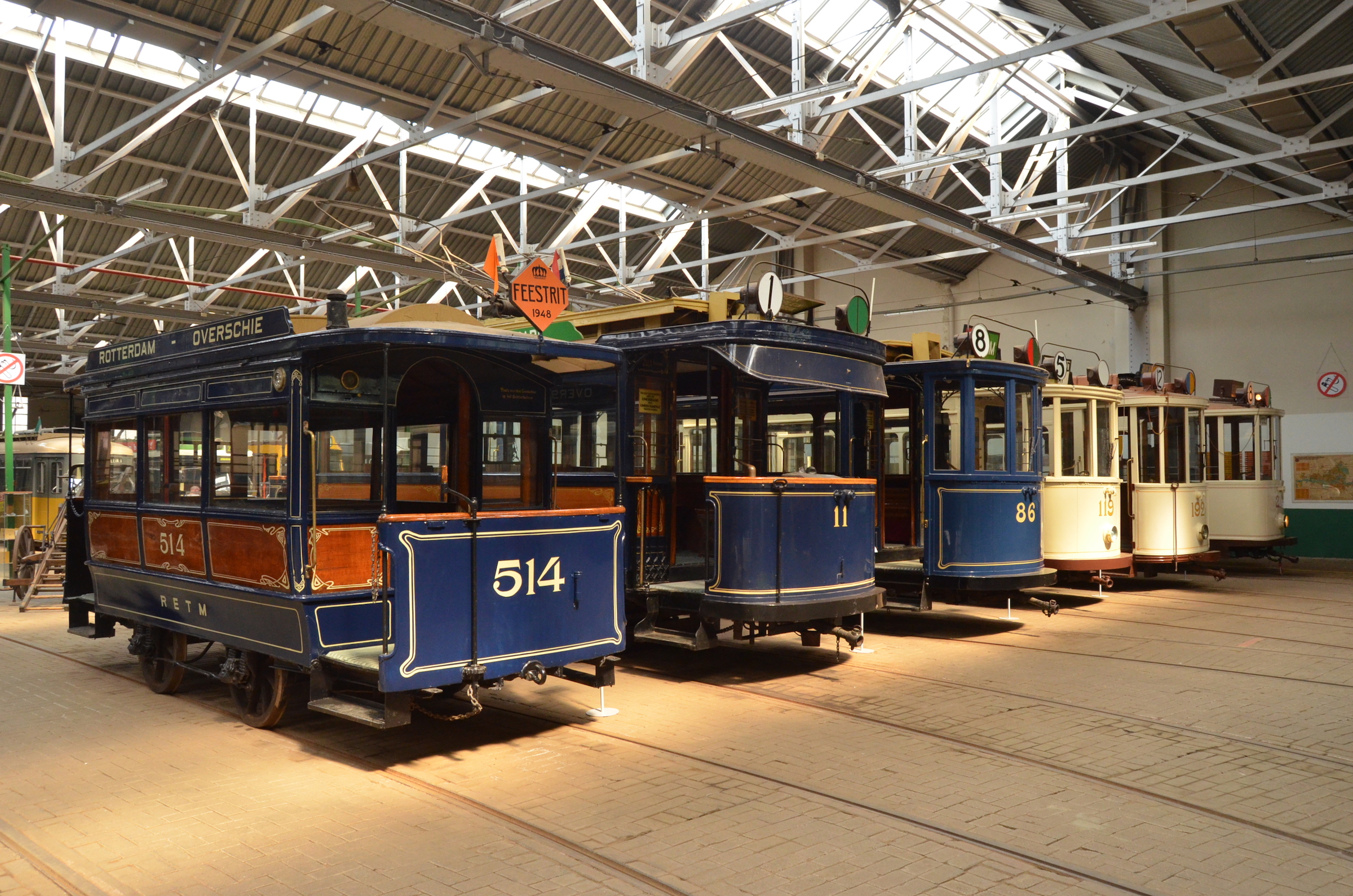
De oudste trams in de collectie van het museum.

Er zijn totaal circa 50 historische Rotterdamse trams, variërend in bouwjaar tussen 1905 en 1986, waaronder de tweeasser-trams, vierasser-trams, Allanstellen, Schindlers, Düwag-trams en ZGT’s. Een deel hiervan heeft de status van museumtram, andere hebben een functie voor gezelschapsvervoer, instructiewagen of werkwagen. Behalve trams bezit het museum twee metrorijtuigen (type M en type T). Deze worden alleen gebruikt als statisch museumobject en zijn niet meer inzetbaar op het metronetwerk. Het museum bezit ook diverse autobussen van verschillende busbedrijven. 
Buiten (rail)voertuigen bezit het museum ook een verzameling van historische foto's, kaartjes, petten, kniptangen, borden, affiches, oorkondes, geldwisselaars en al het andere dat met het historische openbaar vervoer in Rotterdam te maken heeft. In de museumwinkel zijn diverse merchandise te koop zoals ansichtkaarten, dasspelden, koelkastmagneten en boeken.